# 農村伝道神学校
農村伝道神学校（のうそんでんどうしんがっこう）は、東京都町田市にある日本基督教団の認可神学校。学校教育法上は東京都認可の各種学校である。
特色としては、農村、地方教会に仕える伝道者を養成する。また、エキュメニカルな神学教育をし、戦争責任について沖縄とアジアの人々との対話を重視している。

## 創立
農村伝道神学校の創設者、アルフレッド・ラッセル・ストーン宣教師は、カナダの農村生まれ、1926年に来日し、1954年に52歳で亡くなるまで27年間宣教師として働いた。「社会的救済とは、個人の救済に適うよう社会状態を変ずる事を意味する。」
1948年、東京都南多摩郡日野町にて農村伝道神学校発足。都市化の影響を受けて、10年ほどで町田市へ移転した。農村伝道神学校は経済的自立を目指していたため、日野の土地を売却し、日野時代よりも広大な町田市の山林を購入した。

### 東南アジアコース
1956年、日野町の農村伝道神学校にて、東南アジア農村伝道協議会が開催され、フィリピン、タイ、韓国、台湾、日本から参加したキリスト教徒から、農村伝道神学校に東南アジア農村指導研修コース設置を望む声が上がった。さらに3年後の1959年にクアラルンプールにて開催の東アジアキリスト教協議会の創立総会で、「独立間もないアジア諸国の発展のためには、ぜひ経済発展した日本の基盤でもある日本農業を学びたい」と農村伝道神学校に農村指導者研修コース設置の強い要望がアジアの諸教会の一致した意見として提出され、出席していた農村伝道神学校校長の武藤健が要請を受け、日本の戦争責任の意義も有り1960年に農村伝道神学校に東南アジア農村指導者研修所（「東南アジアコース」とも呼ばれた）発足。その後東南アジア科に名称変更した後、農村伝道神学校の経営悪化などにより、東南アジア科科長の高見敏弘が独立法人および施設を作りアジア農村指導者養成専門学校へ移行した。

## 教育
農村伝道神学校は農村・地方教会に仕える伝道者の養成。
1. ｢農」にかかわる。
2. 農村という場と農村への宣教を見据えての神学教育。
3. 戦争責任を明確にし神学教育。
4. 大地、共同性。
5. エキュメニカルな神学校を目指す。

### コース
修業年限は4年。入学した学生は全員神学基礎コースから履修し、基礎コース修了後専門コースのどちらかを選択する。
- 神学基礎コース（2年間）
- 神学専門コース
  - 神学専門教職者養成コース（2年間）
  - 神学専門信徒宣教者養成コース（1年間または2年間）

### 実習
教会実習、社会実習、農村教会、農村社会、様々な課題を担うセンター、に台湾実習。行事他。

## 学生生活
学校礼拝
礼拝は週2回、校内の礼拝堂で行われている。
共同生活
共同性を養うことは寮。台湾玉山神学院と交流。
農伝デー
毎年10月に開催されるオープンキャンパス。
待降節礼拝
12月、アドベントの礼拝。

## 著名な学校関係者

### 教員
- アルフレッド・ストーン（創設者、元校長）
- 平良愛香
- 高柳富夫
- 池迫直人

### 卒業者
- 瀬戸英治
- 君島洋三郎
- 加藤久幸

## 施設
校内には実習農場、畑、竹林、栗林がある。ストーン記念館(校舎)、礼拝堂、食堂、寮、図書館などの施設。鶴川学院が神学校と共に運営する鶴川シオン幼稚園。